# Campeonato Mundial de Remo de 2009

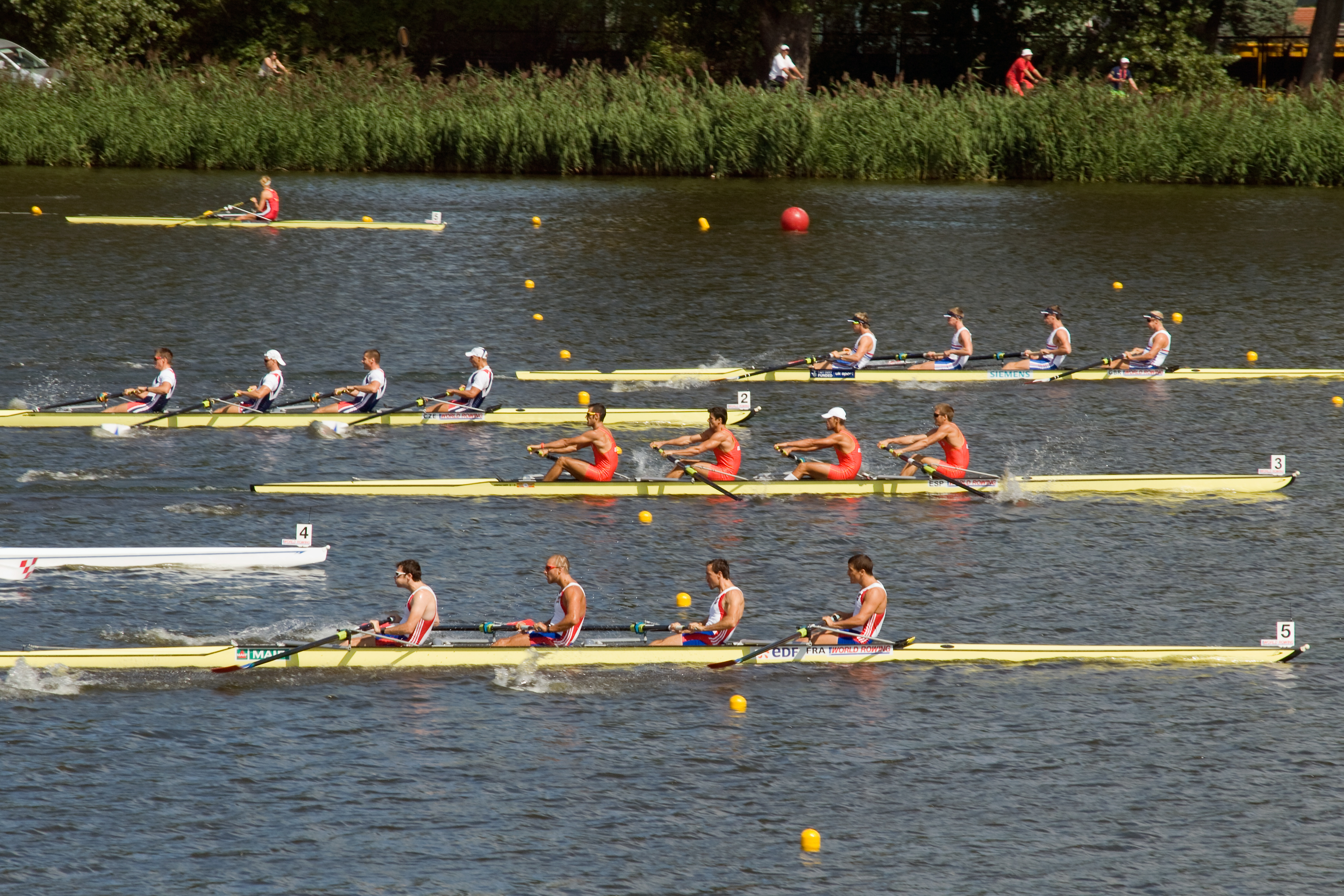

O Campeonato Mundial de Remo de 2009 foi a 39º edição do Campeonato Mundial de Remo, foi realizado no Lago Malta em Poznan, Polônia.

## Resultados

### Masculino
| Evento                              | Ouro | Prata | Bronze |
| ----------------------------------- | --- | --- | --- |
| Scull ind. M1X (29.08)              | Mahe Drysdale · Nova Zelândia · 6:33,35 | Alan Campbell · Reino Unido · 6:34,30 | Ondřej Synek · Chéquia · 6:38,53 |
| Doble scull M2X (29.08)             | Eric Knittel · Stephan Krüger · Alemanha · 6:07,02 | Julien Bahain · Cédric Berrest · França · 6:07,82 | Allar Raja · Kaspar Taimsoo · Estónia · 6:07,86 |
| Cuatro scull M4X (30.08)            | Konrad Wasielewski · Marek Kolbowicz · Michał Jeliński · Adam Korol · Polónia · 5:38,33                                                                                        | Nick Hudson · Jarred Bidwell · David Crawshay · Daniel Noonan · Austrália · 5:39,63                                                                                             | Tim Grohmann · Karsten Brodowski · Marcel Hacker · Tim Bartels · Alemanha · 5:39,85 |
| Dos sin timonel M2- (29.08)         | Eric Murray · Hamish Bond · Nova Zelândia · 6:15,93 | Peter Reed · Andrew Triggs-Hodge · Reino Unido · 6:17,45 | Nikolaos Gkountoulas · Apostolos Gkountoulas · Grécia · 6:23,01 |
| Dos con timonel M2+ (30.08)         | Troy Kepper · Henrik Rummel · Marcus McElhenney (t) · Estados Unidos · 6:53,58                                                                                                 | Jakub Makovička · Václav Chalupa · Oldřich Hejdušek (t) · Chéquia · 6:54,58 | Philipp Naruhin · Florian Eichner · Tim Berent (t) · Alemanha · 6:55,44 |
| 4 sin timonel M4- (29.08)           | Alex Partridge · Richard Egington · Alex Gregory · Matt Langridge · Reino Unido · 5:47,28                                                                                      | Matt Ryan · James Marburg · Cameron McKenzie-McHarg · Francis Hegerty · Austrália · 5:49,20                                                                                     | Tomaž Pirih · Rok Rozman · Rok Kolander · Miha Pirih · Eslovênia · 5:51,11 |
| 8 con timonel M8+ (30.08)           | Urs Käufer · Gregor Hauffe · Florian Mennigen · Kristof Wilke · Richard Schmidt · Philip Adamski · Toni Seifert · Sebastian Schmidt · Martin Sauer (t) · Alemanha · 5:24,13    | Steven Vanknotsenburg · Gabriel Bergen · Robert Gibson · Douglas Csima · Malcolm Howard · Andrew Byrnes · James Dunaway · Derek O'Farrell · Mark Laidlaw (t) · Canadá · 5:27,15 | Meindert Klem · Robert Luecken · David Kuiper · Jozef Klaassen · Olivier Siegelaar · Mitchel Steenman · Olaf van Andel · Diederik Simon · Peter Wiersum (t) · Países Baixos · 5:28,32                        |
| Scull ind. ligero LM1X (30.08)      | Duncan Grant · Nova Zelândia · 6:50,78 | Vasileios Polymeros · Grécia · 6:52,23 | Mads Rasmussen · Dinamarca · 6:56,25 |
| Doble scull ligero LM2X (30.08)     | Storm Uru · Peter Taylor · Nova Zelândia · 6:10,62 | Jérémie Azou · Frédéric Dufour · França · 6:12,57 | Marcello Miani · Elia Luini · Itália · 6:15,08 |
| Cuatro scull ligero LM4X (30.08)    | Franco Sancassani · Daniele Gilardoni · Lorenzo Bertini · Stefano Basalini · Itália · 5:47,50                                                                                  | Knud Lange · Lars Wichert · Felix Oevermann · Michael Wieler · Alemanha · 5:49,89                                                                                               | Hans Christian Sørensen · Christian Nielsen · Rasmus Quist · Andreas Rambøl · Dinamarca · 5:51,67 |
| Dos sin timonel ligero LM2- (30.08) | Fabien Tilliet · Jean-Christophe Bette · França · 6:29,63 | Andrea Caianiello · Armando dell'Aquila · Itália · 6:31,40 | Nenad Babović · Miloš Tomić · Sérvia · 6:31,58 |
| 4 sin timonel ligero LM4- (30.08)   | Matthias Schömann-Finck · Jost Schömann-Finck · Jochen Kühner · Martin Kühner · Alemanha · 5:50,77                                                                             | Christian Pedersen · Jens Vilhelmsen · Kasper Winther · Morten Jørgensen · Dinamarca · 5:51,02                                                                                  | Łukasz Pawłowski · Łukasz Siemion · Miłosz Bernatajtys · Paweł Rańda · Polónia · 5:52,70 |
| 8 con timonel ligero LM8+ (30.08)   | Luigi Scala · Davide Riccardi · Livio La Padula · Martino Goretti · Emiliano Ceccatelli · Gennaro Gallo · Jiri Vlcek · Bruno Mascarenhas · Andrea Lenzi (t) · Itália · 5:33,92 | John Dise · Kenneth Mc Mahon · Ryan Fox · Andrew Diebold · Anthony Fahden · Mathew Muffelman · James Sopko · Matthew Kochem · Kerry Quinn (t) · Estados Unidos · 5:37,15        | Thom van den Anker · Diederik van den Bouwhuijsen · Maarten Tromp · Jolmer van der Sluis · Stijn Verwey · Rutger Bruil · Dion van Schie · Joeri Bruschinski · Ryan den Drijver (t) · Países Baixos · 5:39,69 |

- (t) - timoneiro

### Feminino
| Evento                           | Ouro | Prata | Bronze |
| -------------------------------- | --- | --- | --- |
| Scull ind. W1X (29.08)           | Ekaterina Karsten-Jodotovich · Bielorrússia · 7:11,78 | Katherine Grainger · Reino Unido · 7:13,57 | Mirka Knapková · Chéquia · 7:16,22 |
| Doble scull W2X (29.08)          | Magdalena Fularczyk · Julia Michalska · Polónia · 6:47,18 | Anna Bebington · Annabel Vernon · Reino Unido · 6:48,82 | Rumiana Neikova · Miglena Markova · Bulgária · 6:50,16 |
| Cuatro scull W4X (30.08)         | Svitlana Spiriukova · Tetiana Kolesnikova · Anastasiya Kozhenkova · Yana Dementieva · Ucrânia · 6:18,41                                                                                | Megan Walsh · Stesha Carle · Sarah Trowbridge · Kathleen Bertko · Estados Unidos · 6:21,54                                                                                          | Annekatrin Thiele · Peggy Waleska · Stephanie Schiller · Christiane Huth · Alemanha · 6:24,27                                                                                               |
| Dos sin timonel W2- (29.08)      | Zsuzsanna Francia · Erin Cafaro · Estados Unidos · 7:06,28 | Camelia Lupaşcu · Nicoleta Albu · Roménia · 7:06,64 | Emma-Jane Feathery · Rebecca Scown · Nova Zelândia · 7:06,94 |
| 4 sin timonel W4- (29.08)        | Chantal Achterberg · Nienke Kingma · Carline Bouw · Femke Dekker · Países Baixos · 6:31,34                                                                                             | Amanda Polk · Jamie Redman · Eleanor Logan · Esther Lofgren · Estados Unidos · 6:36,01                                                                                              | Sarah Waterfield · Sandra Kisil · Jennifer Tuters · Emma Darling · Canadá · 6:36,87 |
| 8 con timonel W8+ (30.08)        | Erin Cafaro · Mara Allen · Laura Larsen-Strecker · Zsuzsana Francia · Anna Goodale · Lindsay Shoop · Caroline Lind · Katherine Glessner · Katlin Snyder (t) · Estados Unidos · 6:05,34 | Roxana Cogianu · Ionelia Neacşu · Maria Diana Bursuc · Ioana Crăciun · Adelina Cojocariu · Nicoleta Albu · Camelia Lupaşcu · Eniko Barabaş · Teodora Stoica (t) · Roménia · 6:06,94 | Nienke Groen · Claudia Belderbos · Jacobine Veenhoven · Systke de Groot · Chantal Achterberg · Nienke Kingma · Carline Bouw · Femke Dekker · Anne Schellekens (t) · Países Baixos · 6:07,43 |
| Scull ind. ligero LW1X (30.08)   | Pamela Weisshaupt · Suíça · 7:36,23 | Laura Milani · Itália · 7:37,18 | Juliane Rasmussen · Dinamarca · 7:37,43 |
| Doble scull ligero LW2X (30.08)  | Christina Giazitzidou · Alexandra Tsiavou · Grécia · 6:51,46 | Magdalena Kemnitz · Agnieszka Renc · Polónia · 6:56,65 | Hester Goodsell · Sophie Hosking · Reino Unido · 6:56,68 |
| Cuatro scull ligero LW4X (30.08) | Lena Müller · Helke Nieschlag · Laura Tibitanzl · Julia Kröger · Alemanha · 6:32,91 | Stephanie Cullen · Laura Greenhalgh · Andrea Dennis · Jane Hall · Reino Unido · 6:35,42                                                                                             | Hillary Saeger · Lindsey Hochman · Stefanie Sydlik · Abelyn Broughton · Estados Unidos · 6:36,88                                                                                            |

- (t) - timoneiro

## Quadro de Medalhas
| Ordem | País           | Medalha de ouro | Medalha de prata | Medalha de bronze | Total |
| ----- | -------------- | --------------- | ---------------- | ----------------- | ----- |
| 1     | Alemanha       | 4               | 1                | 3                 | 8     |
| 2     | Nova Zelândia  | 4               | 0                | 1                 | 5     |
| 3     | Estados Unidos | 3               | 3                | 1                 | 7     |
| 4     | Itália         | 2               | 2                | 1                 | 5     |
| 5     | Polónia        | 2               | 1                | 1                 | 4     |
| 6     | Reino Unido    | 1               | 5                | 1                 | 7     |
| 7     | França         | 1               | 2                | 0                 | 3     |
| 8     | Grécia         | 1               | 1                | 1                 | 3     |
| 9     | Países Baixos  | 1               | 0                | 3                 | 4     |
| 10    | Bielorrússia   | 1               | 0                | 0                 | 1     |
| 10    | Suíça          | 1               | 0                | 0                 | 1     |
| 10    | Ucrânia        | 1               | 0                | 0                 | 1     |
| 13    | Austrália      | 0               | 2                | 0                 | 2     |
| 13    | Roménia        | 0               | 2                | 0                 | 2     |
| 15    | Dinamarca      | 0               | 1                | 3                 | 4     |
| 16    | Chéquia        | 0               | 1                | 2                 | 3     |
| 17    | Canadá         | 0               | 1                | 1                 | 2     |
| 18    | Bulgária       | 0               | 0                | 1                 | 1     |
| 18    | Eslovênia      | 0               | 0                | 1                 | 1     |
| 18    | Estónia        | 0               | 0                | 1                 | 1     |
| 18    | Sérvia         | 0               | 0                | 1                 | 1     |
|       | TOTAL          | 22              | 22               | 22                | 66    |